# عبدالله المعتصم بالله شاه
سلطان عبدالله المعتصم بالله شاه ابن المرحوم سلطان احمد المعظم شاه (جاوی:سلطان عبدالله المعتصم بالله شاه ابن المرحوم سلطان أحمد المعظم شاه؛ زادهٔ ۱۲ اکتبر ۱۸۷۴ –درگذشت ۲۲ ژوئن ۱۹۳۲) سومین سلطان از سلاطین نوین پاهانگ بود که از سال ۱۹۱۷ تا ۱۹۳۲ حکمرانی کرد.

## حکمرانی
در دوره حکمرانی او، پاهانگ با چندین رویداد سیاسی مواجه گردید. دولت بریتانیا برای نوسازی ایالت‌های مالایی طرحی را ارائه و در سال ۱۸۹۶ ایالات فدرال مالایا را ایجاد کرد و در سال ۱۹۰۹ شورای فدرال را تأسیس کرد.